# Regno Yamatai
Il Regno Yamatai (邪馬台国?, Yamatai-koku) era un potentato esistente durante il tardo periodo Yayoi (c. 300 a.C. – c. 300 d.C.) nel Wakoku come riportato nella sezione Storia di Wa negli Annali di Wei (魏志倭人伝?, Gishi wajin den) (魏志倭人傳S, wèizhì wōrén yúnP) nelle Cronache dei Tre Regni. È nota per essere stata la capitale del regno della regina giapponese Himiko.
Le inesattezze e l'interpretazione di questo resoconto hanno occupato generazioni di ricercatori. La questione di dove esattamente potesse essere ubicato Yamatai e se fosse un precursore, o addirittura identico, al successivo nucleo dello stato giapponese Yamato (大和国?), è ancora oggi oggetto di dibattito.

## Fonti storiografiche

### Testi cinesi

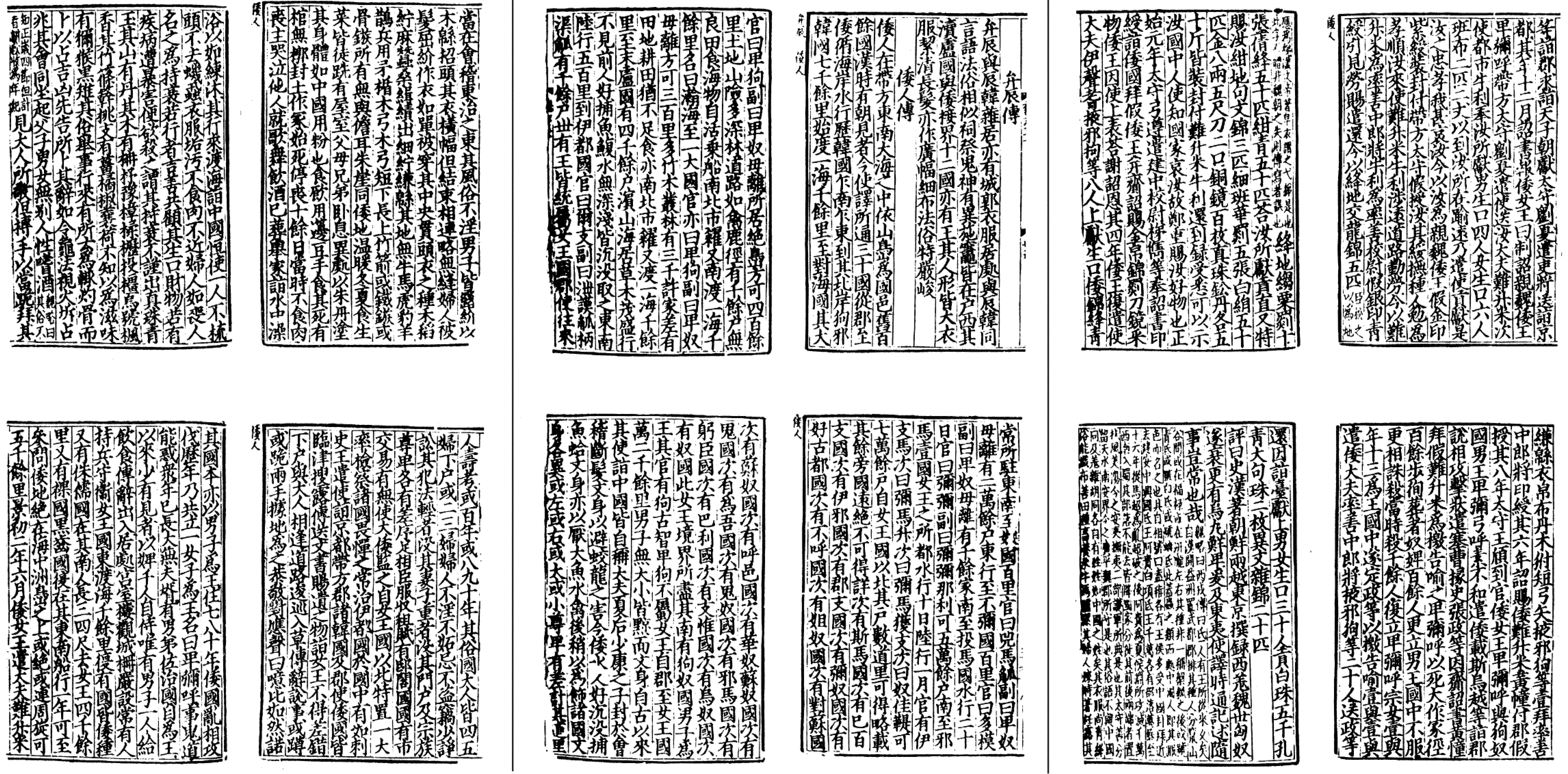
Testo del Wèi zhì (circa 297)

I resoconti più antichi sullo Yamatai si trovano nelle Ventiquattro Storie ufficiali della dinastia cinese per la dinastia Han orientale del I e II secolo, il regno Wei del III secolo e la dinastia Sui del VI secolo.
I Registri di Wèi (魏志S, Wèi zhìP), risalenti circa al 297 d.C., che fanno parte delle Cronache dei Tre Regni (三國志S, Sānguó ZhìP), menzionano per la prima volta il Paese Yamatai, solitamente scritto come 邪馬臺S (/*ja-maB-də̂/). Nella sezione sugli "Stranieri dall'Oriente" (Tung-i-chuanT, Dongyi zhuanP), c'è la descrizione di un viaggio dalla commenda di Taifang (Tai-fangT, 帶方S, DàifāngP) alla Confederazione Wa sotto il governo di Himiko a Yamaichi (Yeh-ma-iT, 邪馬壹S, YěmǎyīP).
Il Wèi zhì riporta anche che nel 238 d.C., la regina Himiko inviò un inviato alla corte dell'imperatore Wei Cáo Ruì, che rispose favorevolmente:
Il Libro degli Han posteriori (後漢書S), risalente circa al  432 d.C., afferma che i re di Wa vivevano nel paese di Yamatai (邪馬臺國S):
Attraversando un mare per la prima volta, [dopo] più di 1000 lǐ, si raggiunge la terra di Tuei-hai [...]. Attraversando un mare più a sud [...] si raggiunge la terra di I-ta [...] [dopo] più di mille lǐ. Attraversando di nuovo un mare, si raggiunge la terra di Mo-lu dopo più di mille lǐ [...]. Viaggiando verso sud-est attraverso la terra, si raggiunge la terra di I-tu dopo cinquecento lǐ [...].
Viaggiando verso sud-est, si raggiunge la terra di Nu [dopo] cento lǐ [...]. Viaggiando verso est, si raggiunge la terra di Pu-mi dopo cento lǐ [...]. Viaggiando verso sud, si raggiunge la terra di T'ou-ma dopo venti giorni di navigazione [...]. Viaggiando verso sud per dieci giorni di mare e un mese di terra, si raggiunge la terra di Hsieh-ma-i, dove la regina ha la sua residenza [...].»
Il Libro dei Sui (隋書S), terminato nel 636 d.C., registra il cambiamento del nome della capitale da Yamatai, registrato nel Wèi zhì, a Yamadai (邪靡堆S, cinese medio: /jia muɑ tuʌi/), interpretato come Yamato (grafia logografica giapponese 大和):
La Storia delle dinastie settentrionali, completata nel 643-659 d.C., contiene una testimonianza simile, ma traslittera il nome Yamadai utilizzando un carattere diverso con una pronuncia simile (邪摩堆S).

### Testi giapponesi
I primi libri giapponesi, come il Kojiki o il Nihon Shoki, furono scritti principalmente in una variante del cinese classico chiamata kanbun.
Il Kojiki (古事記?, “Registri di questioni antiche”) del 712 circa è il più antico libro esistente scritto in Giappone. La sezione “Nascita delle otto isole” trascrive foneticamente Yamato come 夜麻登. Il Nihon Shoki (日本書紀?, “Cronache del Giappone”) del 720 trascrive Yamato con i caratteri cinesi 耶麻騰S

## Governo
Secondo il resoconto cinese Ventiquattro Storie, Yamatai era originariamente governata dalla regina sciamana Himiko. Gli altri funzionari del paese erano classificati sotto la regina, con la posizione più alta chiamata ikima, seguita da mimasho, poi mimagushi e la posizione di grado più basso di nakato. Secondo le leggende, Himiko viveva in un palazzo con 1.000 ancelle e un servo maschio che la nutriva. Questo palazzo era molto probabilmente situato nel sito di Makimuku nella prefettura di Nara. Governò per la maggior parte della storia conosciuta di Yamatai.
Dopo la morte della regina Himiko nel 248, un re sconosciuto divenne sovrano del paese per un breve periodo, in seguito salì al trono la nipote Toyo (di tredici anni). Tuttavia, durante il suo regno, il regno cadde sull'orlo della guerra civile, prima che Yamatai scomparisse dai registri storici.
Secondo lo storico giapponese Wakai Toshiaki, il Regno Yamato fece crollare Yamatai nel 367, uccidendo il suo ultimo sovrano, la regina Taburatsuhime (田油津媛?)

## Posizione

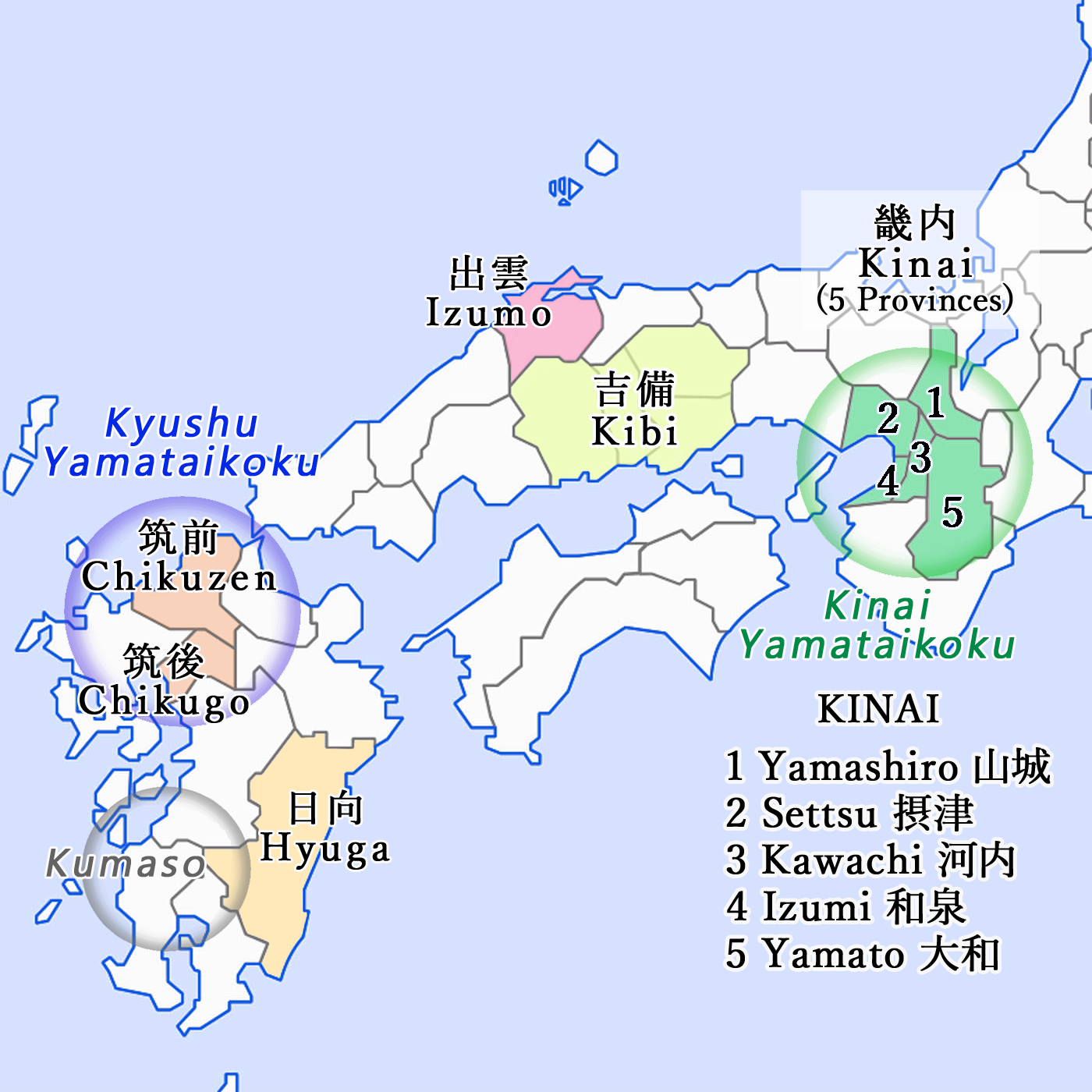
Luoghi proposti per Yamatai-koku : Kyūshū e Kinai.

Mappa che illustra il percorso dal Daifang allo Yamatai e le sue distanze nel Wajinden.

La posizione di Yamatai-koku è uno degli argomenti più controversi nella storia giapponese. Le teorie si concentrano generalmente su due probabili località: il Kyūshū settentrionale o la provincia di Yamato nella regione di Kinai, nell'Honshū centrale.
Se si segue la descrizione del viaggio della commenda di Taifang contenuto nel Wèi zhì, si può calcolare un valore medio per la distanza in lǐ (里S, miglio cinese storico) basandosi sulle condizioni topografiche, questa descrizione porta a un punto nell’oceano, da qualche parte a sud di Kyūshū, vicino a Yakushima. Questa imprecisione ha portato a supporre due tipi di errori nel corpus testuale. Da un lato sono state messe in dubbio le informazioni sulla distanza a causa di problemi di trascrizione, dall'altro, le informazioni sulla direzione, per cui le distanze sono state considerate valori corretti. A seconda della premessa utilizzata, si arriva a due teorie della localizzazione: la teoria Kyūshū o quella Kinai.
La teoria secondo cui Yamatai si trovava nel Kyūshū è divisa in due gruppi: uno postula il Kyūshū meridionale, l'altro il Kyūshū settentrionale come territorio dei Wa. Per i sostenitori della teoria Kinai, che colloca Yamatai nella regione del Kinki, sorge spontanea la domanda se Yamatai abbia qualche collegamento con la provincia storica di Yamato.

### Teoria del Kyūshū
La teoria propone che la capitale originaria del Giappone fosse situata nel Kyūshū e, quando iniziò il periodo Kofun, la monarchia Yamato spostò la capitale a est nella regione di Kinai, prima nella provincia di Yamato (attuale prefettura di Nara), poi a Kyoto nella provincia di Yamashiro (attuale prefettura di Kyoto). Un'altra teoria ipotizza che il "Kyūshū Yamatai-koku" non si spostò ma distrutto dal governo Yamato situato nel Kinai.
La teoria si basa sul Wajinden contenuto nel Libro di Wei delle Cronache dei Tre Regni. Questo descrive il percorso e la distanza dal Wei a Yamatai-koku. Il percorso partiva dal Taihō-gun (Daifang). Andava lungo la costa meridionale della penisola coreana, attraverso il Kan-koku (Mohan), poi raggiungeva il Kuya-kan-koku (Kuya-han). Il percorso attraversava il mare e raggiungeva la terra di Kyūshū (Wa), dove c'erano 30 comunità e il paese della Regina (Yamataikoku).
- Considerando la distanza da Taihō-gun (Daifang) al Paese della Regina (Yamatai-koku) come un itinerario piuttosto che come una linea retta, dei 12.000 lǐ, ci sono voluti 10.500 lǐ per arrivare a Ito-koku, che si trova nella Prefettura di Fukuoka, e i restanti 1.500 lǐ (tre volte la distanza di 500 lǐ da Matsuro-koku a Ito-koku, che si trova nella città di Karatsu, nella prefettura di Saga), non sono sufficienti per localizzare il Regno Yamatai oltre la regione di Kyūshū.

### Teoria del Kinai
La maggior parte delle opinioni sulla teoria della regione di Kinai dello Yamatai-koku lo colloca nel sito delle rovine di Makimuku, vicino al monte Miwa, nella città di Sakurai, nella prefettura di Nara.
- Dal punto di vista linguistico si stima che all'epoca in cinese "Yamatai" si pronunciasse /jamadə/ e, poiché la lingua giapponese non distingueva tra suoni chiari e sonori, la pronuncia corrisponde esattamente a quella di "Yamato" dell'epoca, /jamatə/.
- L'inizio e il periodo di costruzione del sito di Makimuku risalgono al III secolo.
- Il tumulo più antico a forma di buco della serratura, la tomba di Hashihaka, fu costruito a metà del III secolo, poco tempo dopo la morte di Himiko.

## Ritrovamenti archeologici
Sulla base degli specchi di bronzo rinvenuti nell'area di Yamato, molti archeologi all'inizio degli anni Trenta ipotizzarono che la teoria del kinai fosse corretta. Masukichi Hashimoto (1880-1956), invece, criticò la natura casuale dei reperti, che non erano stati scavati sistematicamente. Egli sosteneva che i manufatti provenienti dalla Cina potevano essere stati depositati in un momento successivo. Gli scavi degli ultimi 70 anni hanno portato alla luce manufatti in bronzo del tardo periodo Yayoi, l'epoca di Himiko, sia nel Kyūshū settentrionale che nella pianura di Nara.
I kofun riccamente decorati rinvenuti solo negli ultimi 10-15 anni indicano la presenza di una persona di rango superiore. La ricerca su questi reperti potrebbe portare a una futura localizzazione.
La teoria di Kyūshū è supportata da un tumulo funerario con una camera in pietra e una bara in legno rinvenuto a Tenri, nonché dal kofun a forma di buco della serratura trovato nel 2001 nel sito di scavo di Katsuyama a Sakurai, che può essere datato dendrocronologicamente al tardo periodo Yayoi.
Un tumulo funerario nei pressi di Akasa-imai a Mineyama potrebbe essere significativo per la teoria del kinai. Si tratta della più grande costruzione funeraria del periodo Yayoi finora realizzata. Oltre a una bara di legno decorata con cinabro, sono stati trovati anche un copricapo e perline a forma di virgola, che indicano un capo femminile di uno dei 29 kuni (国?).

## Nella cultura di massa
Yamatai è l'ambientazione del videogioco Tomb Raider del 2013, nel quale la protagonista si troverà ad affrontare l'ira della regina Himiko, capace di controllare le condizioni atmosferiche dell'isola. L'isola compare anche nel film del 2018 ispirato al videogioco.
Yamatai e la sua regina Himiko sono i principali cattivi della serie anime Jeeg robot d'acciaio (鋼鉄ジーグ?, Kōtetsu Jiigu) del 1975 di Gō Nagai.
Yamatai appare come ambientazione storica nel videogioco degli anni '90 La leggenda di Himiko.
In Fate/Grand Order, la serie di eventi "Yamataitoku" racconta i regni delle prime due regine, Himiko e Iyo.
La regina Himiko e il regno di Yamatai sono i soggetti della canzone "Himiko" del gruppo EDM giapponese Wednesday Campanella.